# Campionato mondiale di snooker 1928
Il Campionato mondiale di snooker 1928 è stato la seconda edizione di questo torneo, che si è disputato dal 28 dicembre 1927 al 17 maggio 1928, in diversi luoghi dell'Inghilterra, con la finale che si è giocata presso la Camkin's Hall di Birmingham.
Il torneo è stato vinto da Joe Davis, il quale ha battuto in finale Fred Lawrence per 16-13. L'inglese si è aggiudicato così il suo secondo Campionato mondiale.
Il campione in carica era Joe Davis, il quale ha confermato il titolo.
Il break più alto del torneo è stato un 46, realizzato da Alec Mann.

## Programma
| Incontro                 | Turno   | Date di gioco              | Impianto      | Città          |
| ------------------------ | ------- | -------------------------- | ------------- | -------------- |
| Tom Newman-Fred Smith    | Turno 1 | dal 28 al 30 dicembre 1927 | Albert Hall   | Leamington Spa |
| Alec Mann-Albert Cope    | Turno 1 | dal 23 al 25 gennaio 1928  | Camkin's Hall | Birmingham     |
| Fred Lawrence-Alec Mann  | Turno 2 | dal 26 al 28 gennaio 1928  | Camkin's Hall | Birmingham     |
| Tom Newman-Tom Dennis    | Turno 2 | dal 29 al 31 marzo 1928    | Lounge Hall   | Nottingham     |
| Fred Lawrence-Tom Newman | Turno 3 | dal 7 al 9 maggio 1928     | Camkin's Hall | Birmingham     |
| Joe Davis-Fred Lawrence  | Finale  | dal 14 al 17 maggio 1928   | Camkin's Hall | Birmingham     |

## Fase a eliminazione diretta
|  | Turno 1 Al meglio dei 23 frames | Turno 1 Al meglio dei 23 frames | Turno 1 Al meglio dei 23 frames |  |  | Turno 2 Al meglio dei 23 frames | Turno 2 Al meglio dei 23 frames | Turno 2 Al meglio dei 23 frames |    |               | Semifinali Al meglio dei 23 frames | Semifinali Al meglio dei 23 frames | Semifinali Al meglio dei 23 frames |  |  | Finale Al meglio dei 31 frames | Finale Al meglio dei 31 frames | Finale Al meglio dei 31 frames |
|  |                                 |                                 |                                 |  |  |                                 |                                 |                                 |    |               |                                    |                                    |                                    |  |  |                                |                                |                                |
|  |                                 |                                 |                                 |  |  |                                 |                                 |                                 |    |               |                                    |                                    |                                    |  |  |                                |                                |                                |
|  |                                 |                                 |                                 |  |  | Fred Lawrence                   | Fred Lawrence                   | 12                              |    |               |                                    |                                    |                                    |  |  |                                |                                |                                |
|  | Alec Mann                       | Alec Mann                       | 14                              |  |  | Alec Mann                       | Alec Mann                       | 11                              |    |               |                                    |                                    |                                    |  |  |                                |                                |                                |
|  | Albert Cope                     | Albert Cope                     | 9                               |  |  |                                 |                                 |                                 |    | Fred Lawrence | Fred Lawrence                      | 12                                 |                                    |  |  |                                |                                |                                |
|  |                                 |                                 |                                 |  |  |                                 | Tom Newman                      | Tom Newman                      | 7  |               |                                    |                                    |                                    |  |  |                                |                                |                                |
|  |                                 |                                 |                                 |  |  | Tom Dennis                      | Tom Dennis                      | 5                               |    |               |                                    |                                    |                                    |  |  |                                |                                |                                |
|  | Tom Newman                      | Tom Newman                      | 12                              |  |  | Tom Newman                      | Tom Newman                      | 12                              |    |               |                                    |                                    |                                    |  |  |                                |                                |                                |
|  | Fred Smith                      | Fred Smith                      | 6                               |  |  |                                 |                                 |                                 |    |               | Joe Davis                          | Joe Davis                          | 16                                 |  |  |                                |                                |                                |
|  |                                 |                                 |                                 |  |  |                                 | Fred Lawrence                   | Fred Lawrence                   | 13 |               |                                    |                                    |                                    |  |  |                                |                                |                                |
|  |                                 |                                 |                                 |  |  |                                 |                                 |                                 |    |               |                                    |                                    |                                    |  |  |                                |                                |                                |
|  |                                 |                                 |                                 |  |  |                                 |                                 |                                 |    |               |                                    |                                    |                                    |  |  |                                |                                |                                |
|  |                                 |                                 |                                 |  |  |                                 |                                 |                                 |    |               |                                    |                                    |                                    |  |  |                                |                                |                                |
|  |                                 |                                 |                                 |  |  |                                 |                                 |                                 |    |               |                                    |                                    |                                    |  |  |                                |                                |                                |
|  |                                 |                                 |                                 |  |  |                                 |                                 |                                 |    |               |                                    |                                    |                                    |  |  |                                |                                |                                |
|  |                                 |                                 |                                 |  |  |                                 |                                 |                                 |    |               |                                    |                                    |                                    |  |  |                                |                                |                                |
|  |                                 |                                 |                                 |  |  |                                 |                                 |                                 |    |               |                                    |                                    |                                    |  |  |                                |                                |                                |

| Finale (Al meglio dei 31 frames) Camkin's Hall, Birmingham, 14–17 maggio 1928. Arbitro: Fred Smith |                                                                                               | |
| Joe Davis | 16–13                                                                                         | Fred Lawrence |
| Giorno 1: 95–38, 47–54, 93–28, 38–81, 84–59, 57–46, 89–20, 60–43 Giorno 2: 68–42, 95–29, 43–69, 40–63, 54–51, 40–44, 32–73, 59–66 Giorno 3: 74–65, 83–20, 41–74, 58–45, 50–78, 66–55, 44–71, 80–23 Giorno 4: 41–68, 38–69, 54–43, 40–74, 64–56 | Joe Davis Miglior break: ? Century breaks: 0 Fred Lawrence Miglior break: ? Century breaks: 0 | Giorno 1: 95–38, 47–54, 93–28, 38–81, 84–59, 57–46, 89–20, 60–43 Giorno 2: 68–42, 95–29, 43–69, 40–63, 54–51, 40–44, 32–73, 59–66 Giorno 3: 74–65, 83–20, 41–74, 58–45, 50–78, 66–55, 44–71, 80–23 Giorno 4: 41–68, 38–69, 54–43, 40–74, 64–56 |
| Joe Davis vince il Campionato mondiale di snooker 1928 |                                                                                               | |